# San Jerónimo Coatlán
San Jerónimo Coatlán è un comune del Messico, situato nello stato di Oaxaca.